# Лугальбанда
Лугальбанда (шум. «Молодший (або юний) цар») — напівлегендарний правитель стародавнього шумерського міста Урук, що правив у XXVII столітті до н. е.
З I династії Урука. До вступу на престол, згідно з легендою, був пастухом. З шумерського епосу відомий, як герой, а з аккадського — як родовий бог Ґільґамеша.
Був одним з героїчних гінців Енмеркара та його бойовим соратником у боротьбі з Араттою. Оскільки Лугальбанда є головним героєм щонайменше двох епічних оповідей, він, швидше за все, був значущим правителем; і не дивно, що до 2400 до н. е., а можливо, і раніше, він був зарахований до божеств шумерськими теологами та знайшов місце в шумерському пантеоні. Ні «Царський список», ні епічні сказання не дають ніякої інформації про його політичні та військові успіхи, тільки про його участь в компанії Ен-Меркара проти Аратти.
Згідно з «Царським списком», Лугальбанда нібито правив в Уруці після Ен-Меркара протягом 1200 років.